# Béla Czene
Béla Czene (Isaszeg, 3 de juliol de 1911 – Budapest, 9 de novembre de 1999) fou un pintor hongarès.

## Biografia
Era fill del pintor de retrats Béla Tivadar Czene i la dibuixant Franciska Jolán (1886-1966). Entre 1930 i 1933 estudià la Universitat de Belles Arts de Budapest. Començà a participar en exposició a partir de 1932. El seu estil de seguida va prendre la direcció de l'Escola de Roma, influït per l'estada que feu a la capital italiana entre 1938 i 1939, després que, a proposta de Tibor Gerevich, guanyés la beca de l'Acadèmia Hongaresa de Roma.